# Савелије
Савелије (Sabelius), познат и као Савелије Ливијски (пореклом из римске провинције Либије) је био хришћански верски мислилац из Рима с почетка 3. века.

## Биографија
Савелије је живео у Риму у првој половини 3. века, у време тамошњих епископа 3ефирина и Калиста (217—222). Искључен је из цркве зато што је учио да је Бог један, а не тројичан. Имао је доста присталица међу обичним народом. Његово учење је осуђено као јерес на Другом васељенском сабору у Цариграду 381. године.

## Учење
Савелије је говорио искључиво о једном Богу позивајући се на речи из Светог писма. Сматрао је да у јеванђељима појмови Отац и Син имају исто значење: „Ја и Отац једно смо". Бог је, по њему, примио облик Исуса Христа, да би пострадао. Зато његове присталице називају патрипасијани, јер су веровали да је на крсту патио и Бог.
Савелије учи да се Бог некад објављује као Отац, некад као Син, а некад као Дух. Божје лице (ипостас) Оца се губи када се јавља као Син, а опет престаје да буде син када се јавља као Дух. По њему, једно божје лице (ипостас) има једну суштину. Нема три особе, него једна, која се објављује у три облика (модуса), по чему се ово учење назива и модализам. 
Модализам је облик учења о Тројству, којим се учи да је Бог један, а истовремено да су Отац, Син и Дух у потпуности божански. Учење је углавном било прихваћено од стране обичних људи, који су веровали у Христову божанственост, али и да је Бог један.

## Савелијани
Присталице Савелијевог учења називају савелијани или патропасијани, због тврдње да је и Отац патио у обличју Сина. Било их је доста у Месопотамији и деловима Рима. Савелијанци су говорили да је један исти Бог: Отац, Син и Свети Дух, као што су у човека: тело, душа и дух. Своје противницима тринитаристима су упућивали питање: „Једнога ли, или три Бога имамо?“ Савелијанци у Светом писму Старог и Новог завета, налазе поткрепљење за своје тврдње. Они наводе да је Бог рекао Мојсију: „Чуј Израиљу; Господ је Бог твој једини". „Не правите себи друге богове. Нека не буде у вас нових богова" Или у Новом завету: „Ја сам у Оцу, и Отац је у мени, и нас двојица, једно смо"
Епифаније Кипарски (око 315 – 403) сматра да њихова „заблуда“ потиче од Апокрифа (тајних списа), а особито из такозваног Египатског јеванђеља. Јер у њему Христ објашњава својим ученицима да су једно Отац, Син и Свети Дух. Савелијани су осуђени на Другом васељенском сабору у Цариграду 381. где је такође одлучено, да они од њих, које желе да се врате у Цркву, буду третирани као многобошци, и да морају проћи све неопходне припреме за крштење.